# Shloyme Frank
Pour les articles homonymes, voir Frenkel.
Shloyme Frank, de son vrai nom Shloyme Frenkel (1902-1966) est un journaliste et un écrivain juif polonais de langue yiddish. Il est principalement connu pour son activité journalistique en faveur de la culture et de la langue yiddish.

## Biographie
Shloyme Frank est né à Łódź en Pologne le 1er janvier 1902. Il commence sa carrière en 1928 auprès du Lodzer Tageblat. En 1929, il part pour l’Amérique latine où il réside jusqu’en 1933. De retour en Pologne, il dirige le Handverker-Tsaytung ("Journal de l'artisan") et collabore à de nombreux organes de presse yiddish tant à Varsovie qu’à Riga. Il est aussi le correspondant en Pologne du journal parisien de langue yiddish Parizer Haynt. en 1934, il publie à Łódź, un recueil de poèmes, Chants sionistes. La même année, il lance successivement un magazine culturel et artistique, Klangen et une revue économique, Vegvayze.
En 1939, les nazis occupent la Pologne. Au cours de l’occupation nazie, Frank demeure dans le ghetto de Łódź jusqu’à sa liquidation en 1944. Il est membre du service d’ordre et lié à un groupe semi-clandestin de sionistes-révisionnistes. Comme résistant, il participe à des émissions radiophoniques et à la presse clandestines. Pendant toute la durée de son internement dans le ghetto, il tient un journal ; il veut y consigner chaque détail, chaque horreur perpétrée afin qu'un jour chacun sache ce qui s'est passé dans le ghetto. Il parvient à dissimuler son journal avant sa déportation à Auschwitz en 1944. Il est ensuite transféré au camp de travail de Althammer. Dès la libération, il retourne à Łódź dans le but d’y remettre sur pied une imprimerie juive. Il y retrouve l’intégralité des cahiers de son journal manuscrit rédigé au temps du ghetto. Aussitôt, il se précipite auprès de la Commission historique juive centrale pour lui confier le précieux document. Il s'installe ensuite en Allemagne, puis en Israël où il fonde le Velt-Jurnal à Tel-Aviv. En 1963, il comparait comme témoin au procès des bourreaux du ghetto de Łódź à Hanovre. Il meurt en 1966.

## Extraits de son journal
- 2 juillet 1942 “ Rampez donc plus énergiquement, bande de sales mendiants ! ”, entend-on hurler une voix de basse à cinq heures et demie du matin. “ On devrait vous abattre comme des chiens. Vous avez voulu la guerre, vous avez ameuté le monde entier contre nous, maintenant vous aurez votre récompense. Même si l’Allemagne devrait perdre, vous n’aurez pas la joie d’y assister. Dix minutes avant la chute de l’Allemagne, vous succomberez. Soyez maudits, bande de geignards ! ”

C’est au son de pareils cris que l’on a rabattu de force vers le ghetto 200 Juifs qui avaient travaillé tout le temps à Radogoszcz, qui y ont travaillé pendant 9 mois, qui ont peiné, qui ont connu la faim et qui ont été frappés tous les jours, jusqu’à ce qu’il ne subsiste de ces quelque 600 hommes qu’un résidu de 200 : malades, brisés. 400 hommes ont péri sur leur lieu de travail en 9 mois de temps. Les 200 survivants ont été renvoyés vers leurs familles. La plupart d’entre eux boursouflés.
J’ai parlé à certains d’entre eux. Je les ai questionnés pour connaître divers détails. Tous sont résignés et ont perdu le goût de vivre. Dès le premier jour, 6 d’entre eux sont morts. Ils sont arrivés déchaussés ; tout ce qu’ils avaient sur eux, leur a été dérobé en route. Ils ont été cravachés avec des fouets spéciaux utilisés par les gens du cirque pour dresser les chevaux. »